# Siehe, eine Jungfrau ist schwanger
Siehe, eine Jungfrau ist schwanger (in tedesco, "Ecco, una vergine è incinta") BWV Anh 199 è una cantata di Johann Sebastian Bach.

## Storia
Composta probabilmente nel 1724 per la festa dell'Annunciazione, pochissimo si sa di questa cantata, della quale il librettista è sconosciuto. La musica, purtroppo, è andata interamente perduta.